# Крещение Христа (картина Перуджино)
«Крещение Христа» (итал. Battesimo di Cristo) — картина итальянского живописца Перуджино (ок. 1448-1523), представителя умбрийской школы. Создана примерно в 1498–1500 годах. Хранится в Музее истории искусств в Вене. Картина происходит из коллекции замка Амбрас с 1773 года.

## Описание
Типичный пример зрелого творчества Перуджино, произведение построено по принципу центральной перспективы, в которой расположены персонажи, выполненные по образцам классической и эллинистической скульптуры. Об этом свидетельствует почти юношеская фигура Иисуса Христа и большая монументальная — Иоанна Крестителя.
В произведении воплощён чарующий поэтический замысел, принесший художнику славу по всей Италии в последние годы XV века. Вся сцена погружена в сентиментальное измерение, где перспектива перестала быть математическим инструментом, а является средством выражения духовной связи между человеком и гармоничным присутствием Бога, напоминая Пьеро делла Франческа, произведениями которого, находящимися в Умбрии, Марке и Тоскане, художник восхищался.
Интимность эпизода подчеркивается созерцательными позами фигур на втором плане. Группа ангелов изображена с поэтическим простодушием, которая будет воспринята его учеником Рафаэлем.

## Ссылка
- На Викискладе есть медиафайлы по теме Хрещення Христа